# 田東県
田東県（でんとう-けん）は中華人民共和国広西チワン族自治区百色市に位置する県。

## 行政区画
- 鎮:平馬鎮、祥周鎮、林逢鎮、思林鎮、印茶鎮、江城鎮、朔良鎮、義圩鎮、那抜鎮
- 民族郷:作登ヤオ族郷